# 瀧川事件
瀧川事件，又名京大事件，是昭和8年（1933年）發生於京都帝国大学的一宗压制思想的事件。

## 历史
事件的起因是，京都帝国大学法学部教授泷川幸辰（后为京大校长）在其著作《刑法讲义》、《刑法读本》中，对于“通奸罪”只适用于妻子一方的日本法律提出批判。泷川的这一主张，遭到了贵族院议员菊池武夫和政友会宫泽裕等人的攻击，被指责为共产主义的学说，因此上述著作於1933年4月被內務省禁止发售。斋藤实内阁的文部大臣鸠山一郎甚至对京大校长小西重直提出罢免泷川的要求，小西校长拒绝；但根据文官分限令，泷川仍被迫停职。
面对这个事态，京大法学部全体31位教授提出辞职以表抗议，但是未得到京大当局和其他学部的支持。接着，小西校长也被迫辞职，随着强硬派的新任校长松井元兴（理学博士，后为立命馆大学校长）的上任，事件迅速得到了平息。最终导致了泷川教授被免职，佐佐木惣一（后为立命馆大学校长）、宫本英雄、森口繁治、末川博（后为立命馆大学校长、总长）等教授也被免职，其余14名教官辞职的结果。
泷川事件导致京都帝国大学的17名原任教官辭職，並轉往立命館大学擔任教授及助教。而這件事件亦成為了黑澤明在第二次世界大戰後監製的第一部電影《青春無悔》（わが青春に悔なし）的背景。

## 關連書籍
- 伊藤孝夫 『瀧川幸辰；汝の道を歩め』（日本評伝選） ミネルヴァ書房、2003年 ISBN 4623039072
- 世界思想社編集部（編） 『滝川事件 記録と資料』 世界思想社、2001年 ISBN 4790708837
- 松尾尊兊 『滝川事件』 岩波現代文庫、2005年 ISBN 4006001363